# Say My Name (Breaking Bad)
"Say My Name" (titulado originalmente "Everybody Wins") es el séptimo episodio de la quinta temporada de la serie de drama criminal de la televisión estadounidense Breaking Bad y el episodio 53 en general de la serie. Escrito y dirigido por Thomas Schnauz, se estrenó en AMC el 26 de agosto de 2012.
El título del episodio es una frase pronunciada repetidamente por Walt (Bryan Cranston) durante su encuentro con Declan (Louis Ferreira).
Este episodio marca la aparición final en Breaking Bad de Jonathan Banks. Banks más tarde regresó como Mike Ehrmantraut para la precuela de Breaking Bad, Better Call Saul, siendo protagonista, además de la secuela El Camino: A Breaking Bad Movie.

## Trama
Walter, Jesse y Mike se reúnen con Declan, su competidor con sede en Phoenix. En lugar de aceptar la oferta de Declan de comprar la metilamina robada por $15 millones a cambio de retirar la metanfetamina azul de Walt del mercado de las drogas, Walt ofrece una contrapropuesta: vender su producto superior a través de la red de distribución de Declan a cambio de una parte sustancial del negocio y un pago único de $5 millones a Mike por su parte. Declan inicialmente se niega, pero acepta después de darse cuenta de que Walt es el infame Heisenberg.
Walt trata de evitar sin éxito los intentos de Jesse de irse con su parte del dinero. Mientras tanto, Mike descubre a través de los micrófonos que la DEA tiene una orden de allanamiento para su casa. Esconde un automóvil con una bolsa de viaje con dinero en efectivo, un pasaporte y un arma en el estacionamiento del aeropuerto. Cuando Hank y Gomez registran su casa, no encuentran nada. Más tarde, Hank le indica a Steve que siga al abogado de Mike, Dan Wachsberger, atrapándolo mientras depositaba el dinero de las drogas.
Jesse confronta a Walt y exige su parte del dinero. Walt acusa enojado a Jesse de no tener nada en su vida, pero sus intentos de manipularlo fallan y finalmente se va sin su dinero, lo que enfurece aún más a Walt. Walt se ve obligado a cocinar su próximo lote de metanfetamina con Todd, quien demuestra ser mucho más subordinado, aplicado y mejor siguiendo órdenes que Jesse. Fingiendo estar angustiado por Skyler, Walt visita a Hank en su oficina y logra eliminar los micrófonos, pero escucha a Gómez decirle a Hank que han arrestado a Dan y que planea contar todo lo que sabe sobre Mike. Walt llama desesperadamente a Mike, que está en un parque con su nieta Kaylee, y le dice que la DEA vendrá por él. Tras la llegada de la policía, Mike se ve obligado a huir del parque sin despedirse de ella.
Mike le pide a Saul Goodman que recupere la bolsa de viaje para su escapada, pero Saul teme que la DEA lo siga. Cuando Jesse se ofrece como voluntario para ayudar, Mike rechaza su ayuda por temor a que sea visto, dejando que Walt recupere la bolsa. Cuando Walt se encuentra con Mike, se niega a entregarle la bolsa a menos que Mike le diga los nombres de los nueve hombres a los que está pagando, ya que aún no resuelven ese asunto. Mike toma la bolsa de todos modos y estalla una acalorada discusión, en la que Mike regaña a Walt por su comportamiento egoísta y lo culpa por haber arruinado todo el trabajo que había logrado Gus Fring para todos sus hombres, incluido él. Walt se marcha furioso y con el arma que Mike tenía en su bolso, regresa cuando está a punto de irse, disparándole impulsivamente. Mike intenta escapar, pero, herido de muerte, finalmente se resigna a sentarse en un tronco junto al río. Después de que Walt lo alcanza, se da cuenta de que podría haberle pedido los nombres a Lydia y que dispararle a Mike era innecesario. Walt intenta disculparse, pero Mike le dice: "cierra la boca y déjame morir en paz" y sucumbe a su herida segundos después.

## Producción
El episodio fue escrito y dirigido por Thomas Schnauz y estrenado por AMC el 26 de agosto de 2012.
Este episodio marca la última aparición en Breaking Bad de Mike Ehrmantraut (Jonathan Banks) como un personaje regular de la serie. El creador del programa, Vince Gilligan, habló sobre la muerte de Mike y por qué fue uno de sus momentos favoritos de la serie:

En la temporada 5A, como la llamamos, el personaje de Mike es derribado por Walt en un momento que el propio Walt no creo que vea venir, y es solo un momento triste, hermosamente escrito y dirigido por uno de mis amigos más antiguos, un escritor llamado Thomas Schnauz, a quien conozco desde la escuela de cine de la Universidad de Nueva York, y en su primer trabajo como director profesional hizo un trabajo fantástico con ese episodio y esa escena.

Banks afirmó que la muerte de Mike no lo sorprendió porque siempre creyó que el personaje moriría en algún momento. Banks repitió su papel de Mike en Better Call Saul y El Camino.

## Recepción

### Calificaciones
"Say My Name" fue visto por 2,98 millones de espectadores y recibió una calificación de 1,4 entre los espectadores de 18 a 49 años, las calificaciones y los espectadores más altos de la serie en ese momento.

### Recepción de la crítica
Matt Richenthal de TV Fanatic le dio a "Say My Name" una calificación de cinco estrellas, calificándola como "una de las mejores en la historia de la serie". Seth Amitin de IGN le dio al episodio una calificación de 9 sobre 10, calificándolo de "alucinante", pero afirmando que "Odio ver a Mike salir así. Se merecía más. Literalmente no puedo darle más de 9.0, fue un final demasiado triste". Alan Sepinwall de HitFix pensó que el episodio era "un episodio mayormente tremendo de un drama", y agregó que la muerte de Mike "es simplemente una escena hermosa y devastadora", pero no quedó impresionado por la trama que llevó a Mike a mostrar confianza en Walt. esa situación, escribiendo que era una forma artificial de garantizar que Walt estaría en condiciones de matar a Mike según los requisitos de la historia general del programa.
Thomas Schnauz fue nominado al premio Primetime Emmy a la mejor escritura para una serie dramática por escribir este episodio.
En 2019, The Ringer clasificó a "Say My Name" como el octavo mejor episodio de la serie.